# آرثر بلاك (كاتب العمود)
آرثر بلاك هو كاتب العمود كندي، ولد في 30 أغسطس 1943 في تورونتو في كندا، وتوفي في 21 فبراير 2018 في جزيرة سولت سبرينغ ‏ في كندا بسبب سرطان البنكرياس.